# Preston Jones
Preston Jones (21 de agosto de 1983) es un actor estadounidense Jones ha desempeñado un papel en el sencillo A Mind Of Its Own 818 Detention, Spring Break '83 así como en la película Road Trip: Beer Pong como protagonista junto con el actor Nestor Aaron Absera y Julianna Guill.
Preston nació en Dallas, Texas el 21 de agosto de 1983. Empezó a actuar en su último año en la escuela secundaria, cuando asistió a la Escuela Superior de DeSoto DeSoto, Texas, donde se graduó en 2001 y luego se fue a estudiar Teatro y Cine Radio y Televisión de la Universidad de Texas en Austin. En Austin, actuó en más de una docena de obras de teatro, obteniendo el máximo reconocimiento por su actuación en la obra de John Patrick, The Hasty Heart. Para prepararse para su papel como el escocés, Lachlan McLachlan, Preston viajaron hasta Escocia para investigar la cultura escocesa y el dialecto. Después de graduarse de UT Austin y actuar de los pilotos de televisión pocos (de WB "Jack y Bobby" y de Richard Linklater HBO pilot, "$5.15/hr"),se mudó a Los Ángeles para dedicarse a la actuación profesionalmente.
Desde que se mudó a Los Ángeles, Preston ha protagonizado junto a Chris O'Donnell, Adam Goldberg, John Goodman, David Carradine, y DJ Qualls, tanto en televisión y cine. Recientemente protagonizó la película de Paramount, Viaje por carretera 2, que está programado para el verano de 2009 la liberación.
Preston tiene un hermano gemelo idéntico, Drew, que vive en Irving, Texas. Preston se casó con su amigo de secundaria Ashley Howe.

## Televisión
- Detention as Paul (One episode)
- Spring Break '83 as Chip (Supporting role)
- A Mind of Its Own as Stanton (One episode)
- Sonny with a Chance as Grant Mitchell (Two episodes)
- I'm in the Band as Kurt Dirkman
- Austin & Ally as Miami Mack (One Episode: Deejays & Demos)

## Filmes
- Miracle Dogs Too - como Josh
- Road Trip: Beer Pong - como Andy